# Jorge Fons
Jorge Fons Pérez (Tuxpan, 23 de abril de 1939 – 22 de setembro de 2022) foi um cineasta mexicano.
Seu filme Los albañiles de 1976, ganhou o Urso de Prata Festival de Berlim de 1977  e o filme El callejón de los milagros recebeu uma menção especial no Festival de Berlim em 1995. 

## Filmografia
- El atentado
- La cumbre
- El callejón de los milagros
- Rojo amanecer (1989)
- Así es Vietnam (1979)
- Los albañiles (1976)
- La ETA (1974)
- Cinco mil dólares de recompensa (1972)
- Fe, esperanza y caridad (1972)
- Jory (1972)
- Los cachorros (1971)
- Tú, yo, nosotros (1970)
- Exorcismos (1970)
- La hora de los niños (1969)
- El quelite (1969)
- Trampas de amor (1968)
- Los caifanes (1966)
- Amor, amor amor (1965)
- Los bienamados (1965)
- Pulquería La Rosita (1964)